# Otto Erich Strasser
Otto Erich Strasser, auch Otto Erich Strasser-Bertrand (* 31. Juli 1888 in Sigriswil; † 17. Dezember 1985 in Bern) war ein Schweizer evangelischer Geistlicher und Hochschullehrer.

## Leben

### Familie
Otto Erich Strasser war der Sohn des Pfarrers Arnold Strasser und dessen Ehefrau Ida (geb. Hopf). Er war der Neffe des Mediziners Hans Strasser und des Pfarrers Gottfried Strasser, sowie ein Cousin des Psychiaters Charlot Strasser.
Er war seit 1912 mit Marguerite Brun, Tochter von Auguste Wabnitz (1837–1913), Professor für Theologie an der Universität Toulouse in Montauban, in erster Ehe verheiratet. In zweiter Ehe war der mit der Nichte von Auguste Wabnitz, Madeleine (geb. Bertrand), verheiratet.

### Ausbildung
Otto Erich Strasser immatrikulierte sich als Student der Theologie an der Universität Bern und setzte das Studium an der Universität Heidelberg sowie in Montauban fort. Er beendete sein Studium mit der von Wilhelm Hadorn angeregten Lizentiatsarbeit Capitos Beziehungen zu Bern.

### Werdegang
1912 erfolgte seine Ordination und er wurde Pfarrer der deutschsprachigen Gemeinde Pruntrut. Von 1920 bis zu seiner Pensionierung 1985, war er Pfarrer der Friedenskirchgemeinde in Bern und in dieser Zeit lehrte er von 1928 bis 1958 als Privatdozent an der Universität Bern schweizerische Kirchengeschichte und die Geschichte des französischen Protestantismus; 1929 wurde er ausserordentlicher Professor für Kirchengeschichte an der Universität Neuenburg.

### Theologisches und schriftstellerisches Wirken
Otto Erich Strasser war als Pionier der Ökumene ein Brückenbauer zwischen Kirchen und Kulturen. Er gehörte zur Groupe des Dombes, eine Fraternité Berner reformierter und französischer katholischer Theologen um Abbé Paul Couturier und Pfarrer Richard Bäumlin.
In seiner wissenschaftlichen Arbeit befasste er sich mit reformatorischen Unionsbestrebungen, unter anderem mit Wolfgang Capito, die lebendige Beziehungen zwischen dem Protestantismus französischer und deutscher Sprache und die ökumenische Gemeinschaft zwischen Katholiken und Protestanten in Gebet, theologischem Austausch und praktischer Solidarität.
Er war Mitredaktor der Zeitschriften Der Kirchenfreund (ab 1952 Reformatio) und Der Saemann. In der Zeitschrift Zwingliana veröffentlichte er die Aufsätze Die letzten Anstrengungen der Straßburger Theologen Martin Bucer und Wolfgang Capito, eine Union zwischen den deutschen Lutheranern und den schweizerischen Reformierten herbeizuführen (1934/1); Antworten von Alexandre Vinet auf kirchliche Fragestellungen unserer Zeit (1935/2); Der Consensus Tigurinus (1949/1); Bern am Kreuzweg ökumenischer Begegnung zur Reformationszeit (1971/2).
Die Summe seiner lebenslangen Beschäftigung mit dem französischen Protestantismus fasste er im Handbuch Die Kirche in ihrer Geschichte zusammen, in der er in 18 Kapiteln die wechselvollen Ereignisse im Leben der evangelischen Kirche in Frankreich aufzeigte.

## Ehrungen und Auszeichnungen
- 1934 ernannte die Universität Lausanne Otto Erich Strasser zum Dr. h. c.

## Schriften (Auswahl)
- Capitos Beziehungen zu Bern. Leipzig, Heinsius 1928.
- Entstehung und Aufgaben von Landeskirche und Gemeinschaften. Bern, Buchhandlung der Evangelischen Gesellschaft; 1940.
- Otto-Erich Strasser; Wilhelm Schlatter; Fritz Blanke: Kirche, Gemeinschaft, Sekte. Bern 1940.
- Alexandre Vinet: Sein Kampf um ein Leben der Freiheit. Erlenbach-Zürich, Rotapfelverlag 1946.
- Die Evangelische Kirche in Frankreich. Göttingen 1975.